# 安东尼奥·葛兰西

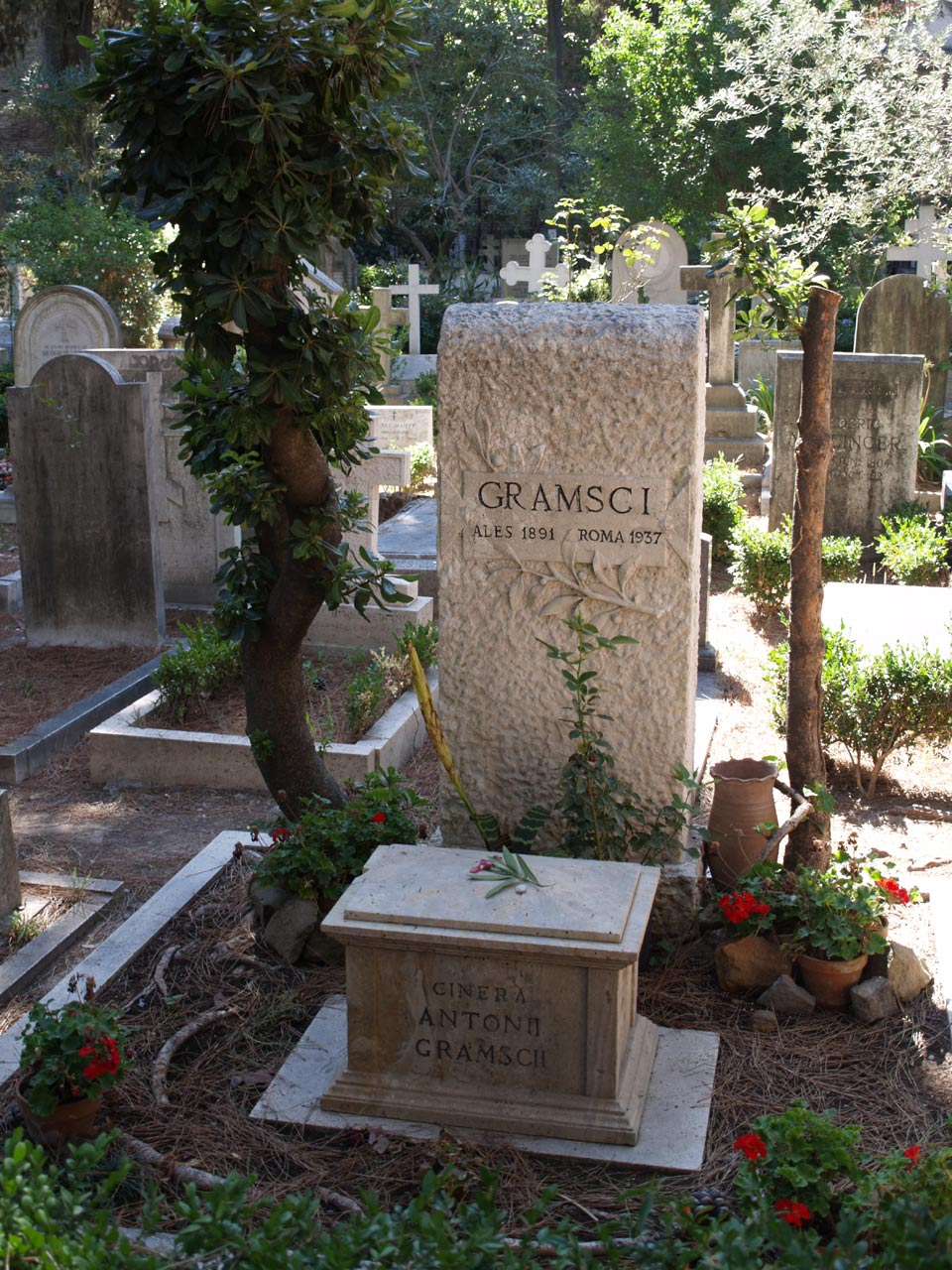
安东尼奥·葛兰西之墓

安东尼奥·弗朗切斯科·葛兰西（義大利語：Antonio Francesco Gramsci，義大利語發音：[anˈtɔːnjo franˈtʃesko ˈɡramʃi] ⓘ；1891年1月23日—1937年4月27日）是義大利共产主义思想家，也是義大利共產黨的創始人和領導人之一。他的政治思想被称为葛兰西主义。

## 生平
葛兰西生于義大利撒丁岛阿萊斯一个小职员家庭，是一個希臘裔與阿爾巴尼亞裔的移民家庭的第四个孩子。葛蘭西出生時的義大利南部相當貧窮落後，但他们一家因為他的父親從事地方性公務人員的工作緣故生活小康，然而他父親因為一次指控事件，失去了公務員身分，雖然後來證明是冤枉的，但是無法恢復原職而失業，家道因此中落，只能依靠母親以裁縫為業，養活葛蘭西與其兄弟姐妹七個孩子，葛蘭西天生就是駝背，即使在此艱困的環境下，他仍然力爭上游在撒丁岛首府卡利亞里完成中學學業，並且在二十歲那年爭取到義大利北部的工業重鎮都靈就讀都靈大学，他選擇攻讀語言學。
1913年，他加入意大利社会党。1919年创办《新秩序》周刊，领导工人苏维埃运动。1921年1月21日，葛兰西带领帕爾米羅·陶里亞蒂、路易吉·隆哥等人，与阿马迪奥·博尔迪加为首的意大利社会党左翼联合组建意大利共产党。1922年5月，葛兰西作为意共代表在莫斯科当选为共产国际执行委员会书记处书记。1924年8月，被共产国际任命为意共总书记，他取道维也纳回国，召开里昂会议，在罗马创办《团结报》，反对墨索里尼的国家法西斯党。1926年10月，墨索里尼宣布取缔意共，不顧當時法律保障意大利王国议会議員豁免拘捕的權利，於1928年將有议员身份的葛蘭西逮捕，并判处20年8個月的徒刑，法西斯檢察官在決定監禁葛蘭西時宣稱「我們必須讓（葛蘭西）這顆頭腦停止運作二十年！」。
葛蘭西被判刑之後健康更加惡化，被送到義大利南部巴里省图里的一所專為病囚開設的醫院療養。自1929年起，葛兰西获准在狱中写作，他藉由朋友的援助下獲得了不少書籍，並且開始思考革命為何持續的挫敗。他写下32本《狱中札记》，完成了“文化霸權”理論的架构，这是意大利现代思想史上的重要著作。
1934年，葛蘭西得到有條件的釋放。1937年4月27日，葛兰西因腦溢血去世。

## 思想
葛兰西是20世纪最重要的马克思主义思想家之一，也是西方马克思主义运动的重要学者。在入狱期间，他写作了超过30本的笔记和三千多页关于历史以及分析的文字。这些被称为狱中笔记而广为人知，它包含了意大利历史以及民族主义，还有关于马克思主义理论，批判理论，以及教育理论的一些思想，比如：
- 文化霸权作为资本主义政权维护以及合法化统治的手段。
- 面对工人阶级的教育可以培养出代表工人阶级的知识分子。
- 将现代资本主义国家区分为政治社会与公民社会。政治社会实行直接的、集中的统治，而公民社会的领导是由同意手段实现的。
- “绝对历史主义”
- 对经典马克思主义中经济决定论的批判。
- 对马克思主义之前的唯物主义哲学的批判。
- 威廉士認為葛蘭西所倡布爾喬亞與普羅階級（指的是廣大的無產階級）在市民社會共逐霸權的理論，更能推進馬克思的上下層結構理論。

### 文化霸权理论
葛兰西参考了列宁理论中的“霸权”思想，对其加以补充和扩展，发展为新的理论，以解释资本主义社会的统治阶级如何实现并维持其统治的理论。
正统马克思主义预言，社会主义革命在资本主义社会中是不可避免的。但直到20世纪上半叶，最先进的资本主义国家中都没有发生这样的革命。资本主义似乎比先前更为稳固。因此，葛兰西认为，资本主义不仅依靠暴力或政治和经济强制来统治，也依赖其意识形态，取得人民的積極同意。所以說，一個團體主導力量是表現在「統治」和「心智與道德的領導權」這兩方面。上述中的統治指的是直接強制，透過軍隊、警察等方式強制人民順從；而心智與道德則是指讓人民認為某些哲學與道德是理所當然的，進而積極地去同意、捍衛這些思維。资产阶级发展了霸权文化，传播其价值观而使其成为“常识”。工人阶级按照资产阶级的是非标准来衡量是非，从而协助了资产阶级维持现状。
工人阶级应当发展其自身的文化，来反对资产阶级的“自然的”和“规范的”社会价值。列宁认为这种文化是对政治目标的“辅助”，而葛兰西却认为，夺取文化霸权，是夺取权力的基础。若要成功革命，便需要推翻既有的霸權，建立工人階級的霸權來引領整個社會。在葛兰西看来，在现代社会，一个阶级不能仅仅通过狭隘的经济手段来支配社会，也不能纯粹通过强制和暴力。它必须实行知识与道德的领导，与其他力量广泛合作和妥协。

## 著作
- 《獄中札記》
- 《獄中書信（意大利语：Lettere dal carcere）》